# Fodé Mansaré
Fodé Mansaré (* 3. September 1981 in Conakry) ist ein ehemaliger guineischer Fußballspieler, der als Linksaußen in der französischen Ligue 1 wie auch in der guineischen Nationalmannschaft aktiv war.

## Vereinskarriere
Im Alter von 15 Jahren kam Mansaré aus Guinea nach Frankreich, um bei Gazélec FCO Ajaccio auf Korsika in der Jugendabteilung zu spielen. 1999 wechselte er zu HSC Montpellier und rückte 2001 in die Profimannschaft auf. Er debütierte in der Ligue 1 am 28. Juli 2001 in der Partie gegen Olympique Marseille. Er wurde dabei in der 63. Minute für Rui Pataca eingewechselt, das Spiel endete 1:1. Ab dem 13. Spieltag der Saison gelang es dem Nachwuchsspieler sich einen Platz in der Stammelf zu sichern und er bestritt insgesamt 28 Ligaspiele in seiner ersten Saison, davon 21 von Beginn an. 
Auch in den folgenden Jahren zählte der Außenstürmer zu den regelmäßig eingesetzten Spielern. In der Saison 2003/04 erlebte er mit Montpellier den sportlichen Tiefpunkt, als der Klub in die Ligue 2 absteigen musste. Mansaré blieb auch in der ersten Zweitligasaison bei Montpellier und konnte fünf Treffer in 34 Partien erzielen. Der direkte Wiederaufstieg wurde dennoch deutlich verfehlt und Mansaré wechselte, nachdem sein Vertrag ausgelaufen war, am Saisonende ablösefrei zum Erstligisten FC Toulouse. 
Mit Toulouse erzielte er mit dem dritten Platz in der Meisterschaft der Saison 2006/07 das beste Ergebnis der Vereinsgeschichte. Mansaré gelangen in jener Saison vier Treffer in 34 Einsätzen und leistete damit seinen Beitrag zum Erreichen dieses Platzes. In der folgenden Saison scheiterte man in der Qualifikation für die UEFA Champions League deutlich am englischen Vertreter FC Liverpool (0:5 in der Addition). Auch im UEFA-Pokal 2007/08 lief es kaum besser, nach zwei mühsamen Partien gegen den bulgarischen Klub ZSKA Sofia qualifizierte man sich für die Gruppenphase, in der man mit nur drei Punkten aus vier Partien als Gruppenletzter ausschied. Im Jahr 2011 beendete er seine Laufbahn.

## Nationalmannschaftskarriere
Mansaré gehört zu den Stammspielern der guineischen Nationalmannschaft. Seit seinem Debüt im Jahr 2001 absolvierte er mindestens 25 Partien für die Syli Nationale. Er gehörte bei der Afrikameisterschaft 2004 und 2006 zum Aufgebot Guineas und erreichte beide Male mit der Mannschaft das Viertelfinale, wo man jeweils knapp scheiterte (1:2 gegen Mali bzw. 2:3 gegen Senegal). Auch für den Afrika-Cup 2008 in Ghana wurde er nominiert und scheiterte dort zum dritten Mal in Folge mit der Landesauswahl Guineas im Viertelfinale.